# 아도정
아도정(安曇町)은 일본 시가현 다카시마군에 설치되었던 정이다. 현재의 다카시마시의 일부에 해당한다.